# Saint-Méloir-des-Ondes
Saint-Méloir-des-Ondes är en kommun i departementet Ille-et-Vilaine i regionen Bretagne i nordvästra Frankrike. Kommunen ligger i kantonen Cancale som tillhör arrondissementet Saint-Malo. År 2022 hade Saint-Méloir-des-Ondes 4 666 invånare.

## Befolkningsutveckling
Antalet invånare i kommunen Saint-Méloir-des-Ondes
Referens:INSEE